# Zvonimir Vukić
Zvonimir Vukić (en serbe en écriture cyrillique : Звонимир Вукић), né le 19 juillet 1979 à Zrenjanin (Yougoslavie aujourd'hui en Serbie), est un footballeur serbe. Il jouait au poste de milieu offensif avec l'équipe de Serbie-et-Monténégro.
Vukić a marqué six buts lors de ses vingt-six sélections avec l'équipe de Serbie-et-Monténégro entre 2003 et 2006. 

## Palmarès

### En équipe nationale
- 26 sélections et 6 buts avec l'équipe de Serbie-et-Monténégro entre 2003 et 2006.
- Il obtient sa première cape en février 2003 contre l'Azerbaïdjan.
- Vukić a participé à la coupe du monde 2006 avec l'équipe de Serbie-et-Monténégro.

### Avec le Partizan Belgrade
- Vainqueur du Champion de Yougoslavie en 2002.
- Vainqueur du Championnat de Serbie-et-Monténégro en 2003.
- Vainqueur du Championnat de Serbie en 2011, 2012 et 2013.
- Vainqueur de la coupe de Yougoslavie en 2001.
- Vainqueur de la coupe de Serbie en 2011.

### Avec le Chakhtar Donetsk
- Vainqueur du Champion d'Ukraine en 2005 et en 2008.
- Vainqueur de la Coupe d'Ukraine en 2004 et en 2008.

### Distinctions personnelles
- Meilleur buteur du Championnat de Serbie et Monténégro en 2003 (22 buts).